# Municipio de Jasper (Illinois)
El municipio de Jasper (en inglés: Jasper Township) es un municipio ubicado en el condado de Wayne en el estado estadounidense de Illinois. En el año 2010 tenía una población de 1769 habitantes y una densidad poblacional de 20,54 personas por km².

## Geografía
El municipio de Jasper se encuentra ubicado en las coordenadas 38°25′36″N 88°18′23″O / 38.42667, -88.30639. Según la Oficina del Censo de los Estados Unidos, el municipio tiene una superficie total de 86.13 km², de la cual 85.91 km² corresponden a tierra firme y (0.26%) 0.23 km² es agua.

## Demografía
Según el censo de 2010, había 1769 personas residiendo en el municipio de Jasper. La densidad de población era de 20,54 hab./km². De los 1769 habitantes, el municipio de Jasper estaba compuesto por el 97.74% blancos, el 0.28% eran afroamericanos, el 0.11% eran amerindios, el 0.28% eran asiáticos, el 0.06% eran isleños del Pacífico, el 0.23% eran de otras razas y el 1.3% pertenecían a dos o más razas. Del total de la población el 1.07% eran hispanos o latinos de cualquier raza.